# Suka Damai (Banda Mulia)
Suka Damai is een bestuurslaag in het regentschap Aceh Tamiang van de provincie Atjeh, Indonesië. Suka Damai telt 636 inwoners (volkstelling 2010).